# Kwas masłowy
Kwas masłowy, kwas butanowy – organiczny związek chemiczny z grupy kwasów karboksylowych. Występuje w zjełczałym maśle, nadaje lekko gorzki posmak wielu serom. Jego sole i estry to maślany.

## Otrzymywanie
Kwas masłowy produkuje się najczęściej w tzw. masłowej fermentacji skrobi, w której do wodnego roztworu skrobi dodaje się bakterii normalnie stosowanych do fermentacji serów (Bacillus subtilis). W laboratorium można go też otrzymać poprzez przepuszczanie tlenku węgla (CO) przez mieszaninę octanu sodu (CH3COONa) i etanolanu sodu (CH3CH2ONa) w temperaturze 205 °C.
W wielu procesach przemysłowych kwas masłowy powstaje jako produkt uboczny, który najczęściej wyodrębnia się poprzez strącanie go wodorotlenkiem wapnia (Ca(OH)2), gdyż maślan wapnia jest nierozpuszczalny w wodzie.

## Właściwości
W mniejszych stężeniach (10–100 ppm) nadaje potrawom lekko gorzki smak z zauważalną słodką nutą. W nieco większych stężeniach jego zapach kojarzy się wielu ludziom z wymiocinami, ze względu na to, że to właśnie ten związek nadaje charakterystyczny zapach wymiocinom małych dzieci, które są nadmiernie karmione mlekiem. W większych stężeniach ma ostry, intensywny, trudny do zniesienia zapach zjełczałego tłuszczu. Likwidację zapachu przyspiesza wietrzenie i ozonowanie.

## Zastosowanie
Kwas masłowy ma zastosowanie w produkcji środków zapachowych, barwników i leków.
Estry kwasu masłowego często mają zapach przyjemny dla ludzi i są stosowane w przemyśle spożywczym do produkcji esencji owocowych. Na przykład maślan butylu ma zapach ananasa.

## Znaczenie w fizjologii i medycynie
Badania fizjologii przewodu pokarmowego wykazały, że kwas masłowy ma podstawowe znaczenie jako substrat używany przez komórki nabłonka jelitowego do produkcji energii.
Kwas masłowy dostarczany w pożywieniu (sery twarde, mleko i jego przetwory, kiszonki – ogórki, kapusta) praktycznie nie ma znaczenia, ponieważ jest zużywany zanim dotrze do jelita cienkiego.
W jelicie grubym kwas masłowy produkowany jest przez bakterie fermentujące niestrawione węglowodany i oligomery heksozy.
Fizjologiczne znaczenie kwasu masłowego polega na jego oddziaływaniu na:
- ścianę jelit
- florę bakteryjną jelit
- narządy i tkanki poza przewodem pokarmowym, po wchłonięciu go do krwi

Te działania sprzyjają utrzymaniu prawidłowej struktury i funkcji jelit oraz zachowaniu integralności nabłonka jelitowego.
Stosowany jest w formie soli sodowej jako preparat wspomagający przy leczeniu zespołu jelita drażliwego i innych zaburzeniach przewodu pokarmowego. Dostępne w Polsce preparaty zawierające tę sól to Debutir, Intesta i Gastrobutin IBS (stan na 2018 r.).